# Habbarides
854–1025
Entités précédentes :
- Sind (en) (Califat abbasside)

Entités suivantes :
- Soomras
- Ghaznévides

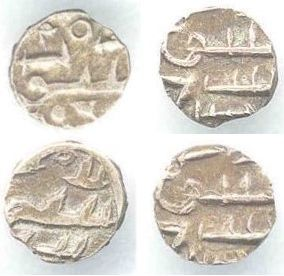
Monnaies des émirs habbari du Sind.

Les Habbarides (en arabe : بنو اﻟﻬﺒﺎر) sont un clan de la tribu arabe des Qoureïch qui règne sur le Sind de 854 à 1024 ou 1025.
Établis au Sind depuis sa conquête par Muhammad ibn al-Qasim, les Habbarides commencent à régner dessus lorsque, à la faveur d'un conflit tribal entre Arabes du Hedjaz et du Yémen, Omar ibn Abd al-Aziz al-Habbari renverse le gouverneur Imrane ibn Moussa al-Barmaki en 841. En 854, Omar ibn Abd al-Aziz al-Habbari est formellement reconnu comme nouveau gouverneur du Sind par le calife abbasside Al-Moutawakkil. Après la mort de ce dernier en 861, Omar ibn Abd al-Aziz al-Habbari s'émancipe de la tutelle abbasside (bien qu'il continue d'effectuer la khotba au nom du calife de Samarra), mettant ainsi fin à un siècle et demi de domination califale directe sur le Sind,,.
Les Habbarides prennent Mansura (en) pour capitale en 883 et règnent sur le Sind central et méridional, au sud d'Aror, près de la métropole actuelle de Sukkur. La prospérité de Mansura sous les Habbarides est attestée par les géographes Istakhri, Ibn Hawqal et Al-Maqdisi qui l'ont visitée tous les trois. Le règne des Habbarides prend fin en 1025 lorsque le sultan Mahmoud de Ghazni renverse leur dernier émir, Khafif, et détruit leur capitale.